# سناء المفلح
سناء المفلح ممثلة أردنية .

## عن حياتها
شاركت في العديد من مسلسلات الرسوم المتحركة من خلال الدبلجة، من أبرز أعمالها (حروف السكر، كاليميرو، وفاليريانو).

## أعمالها

### المسلسلات الكرتونية
- كاليميرو وفاليريانو
- حماة الكواكب
- مخلص صديق الحيوان
- حروف السكر
- الحصان الفضي
- مسلسل جوهرة القصر
- مغامرات سميد
- زيكو العجيب
- قرية التوت

### المسلسلات اللاتينية
- روابط الحب : بدور سوزانا فريرا
- ماريا اميليا : روسيو غومز

## وصلات خارجية
- سناء المفلح على موقع قاعدة بيانات الأفلام العربية